# Gare de Vlamertinge
La gare de Vlamertinge est une ancienne gare ferroviaire belge de la ligne 69, de Y Courtrai-Ouest à Poperinge située à Vlamertinge, section de la ville d'Ypres, dans la province de Flandre-Occidentale en Région flamande.
La gare n'est plus utilisée par les trains de voyageurs de la ligne depuis 1984.

## Situation ferroviaire
Établie à 18 m d'altitude, la gare de Vlamertinge était située au point kilométrique (PK) 35.7 de la ligne 69, de Y Courtrai-Ouest à Poperinge et Abeele entre la gare d'Ypres et la halte de Brandhoek.

## Histoire
La station de Vlamertinge, mentionnée en 1862 pourrait faire partie des gares d'origine de la section d'Ypres à Poperinge, mise en service le 20 mars 1854 par la Société des chemins de fer de la Flandre-Occidentale (FO).
Dépourvue de rampe pour les véhicules (tapissières et équipages) lors d'un recensement en 1866, elle possède cette installation lorsque l’État belge rachète la compagnie en 1907. La gare est accessible aux marchandises des tarifs 1 à 4, aux chevaux, bestiaux et tapissières.
Le bâtiment d'origine, de style néo-classique, est détruit lors de la Première Guerre mondiale et remplacée dans les années 1920 par de nouvelles constructions en briques. Desservie par des autorails diesel surnommés mazoutje par les locaux, la gare est fermée par la SNCB le 3 juin 1984. La ligne est alors déjà à voie unique et les autres voies de la gare ont disparu. La ligne a été électrifiée en 1987.
Le bâtiment principal, transformé successivement en maison de jeunes, dentiste et café, accueille depuis 2022 un gîte de vacances appelé Halte St. Christophe.

## Patrimoine ferroviaire
Le bâtiment des recettes construit vers 1924 est classé au patrimoine architectural flamand depuis 2001.
Le bâtiment d'origine était typique du style de la Société des chemins de fer de la Flandre-Occidentale (FO) avant les années 1860. Il s'agit d'un petit pavillon symétrique de cinq travées recouvert de crépi blanc avec des lignes de refends et des ouvertures à arc en plein cintre que l'on retrouve sur la grande gare de Poperinge. Le bâtiment de la gare de Meulebeke, dont une partie subsiste, était identique à l'origine.
Détruits par faits de guerre, il est remplacé par un bâtiment type « reconstruction » appartenant au même plan type que celui de la gare de Langemark. Au total, huit exemplaires ont été bâtis en remplacement de gares belges détruites lors du conflit. La présence d'une halle aux marchandises de cinq travées est attestée mais aucune photo ne confirme l'existence et l'emplacement d'une maison dévolue au chef de gare (les gares de cette version n'avaient pas d'appartement de fonction intégré au bâtiment principal). Possédant huit travées, il se caractérise par une grande lucarne-pignon à pan-coupé au-dessus de l'entrée côté rue et une lucarne plus petite côté voies.
Désaffecté en 1984, il connaît plusieurs usages et a même connu une période d'abandon autour de 2005. Ses derniers propriétaires ont réalisé une nouvelle rénovation en 2022.
En raison du manque de place — les parcelles de part et d'autre du bâtiment des voyageurs étant occupées par des habitations — la cour aux marchandises est positionnée en face. Elle est utilisée comme cour d'usine et la halle à marchandises de type « reconstruction » se trouve plus près du passage à niveau.

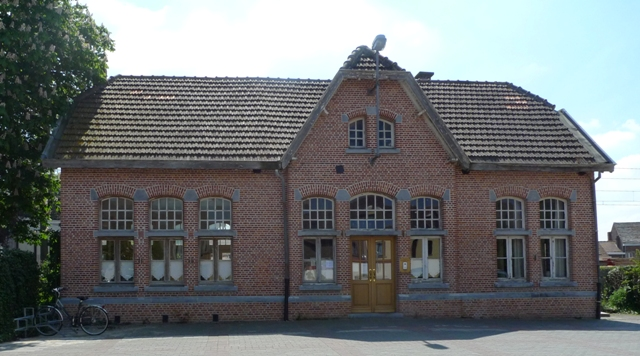
Bâtiment de la gare en 2010.
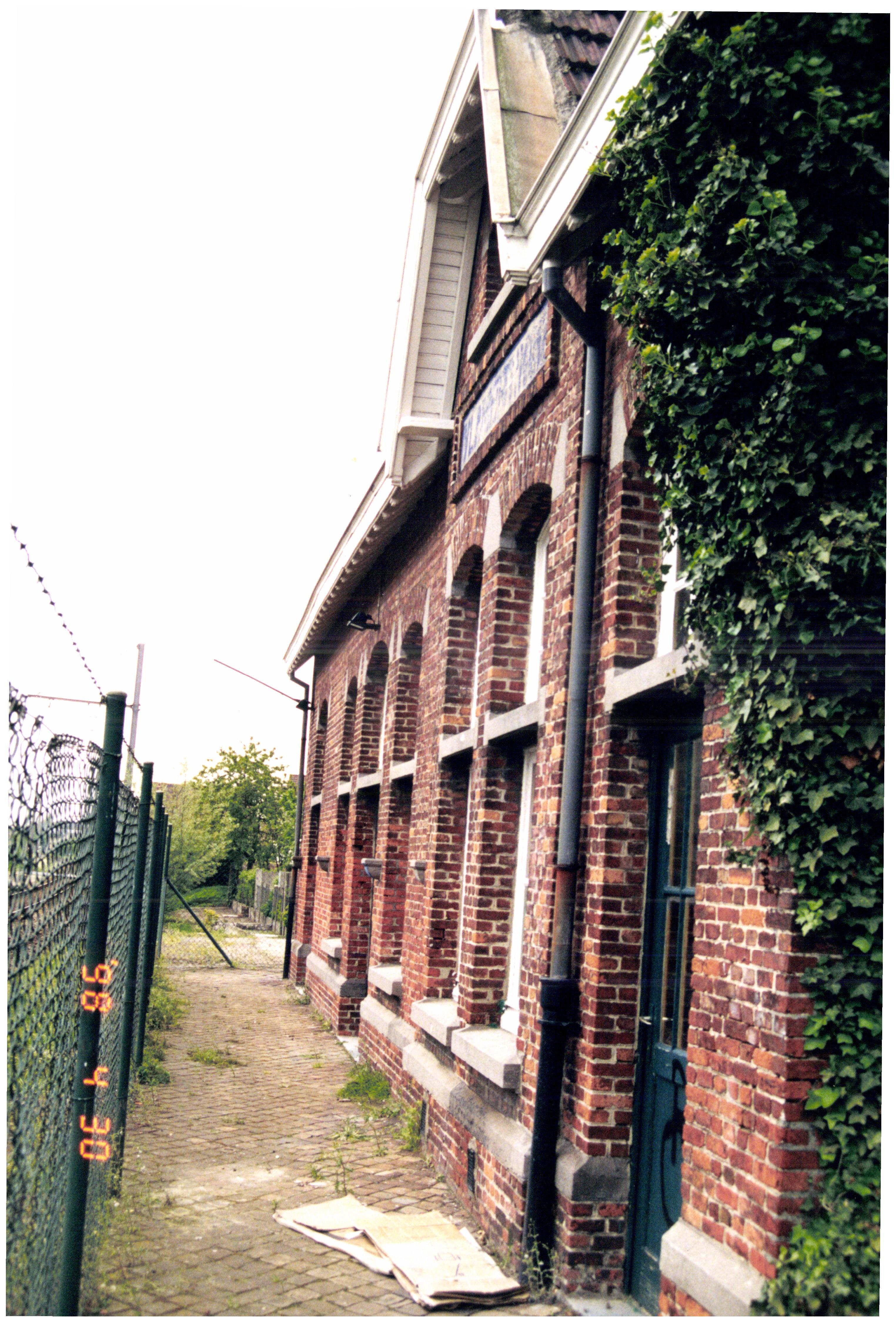
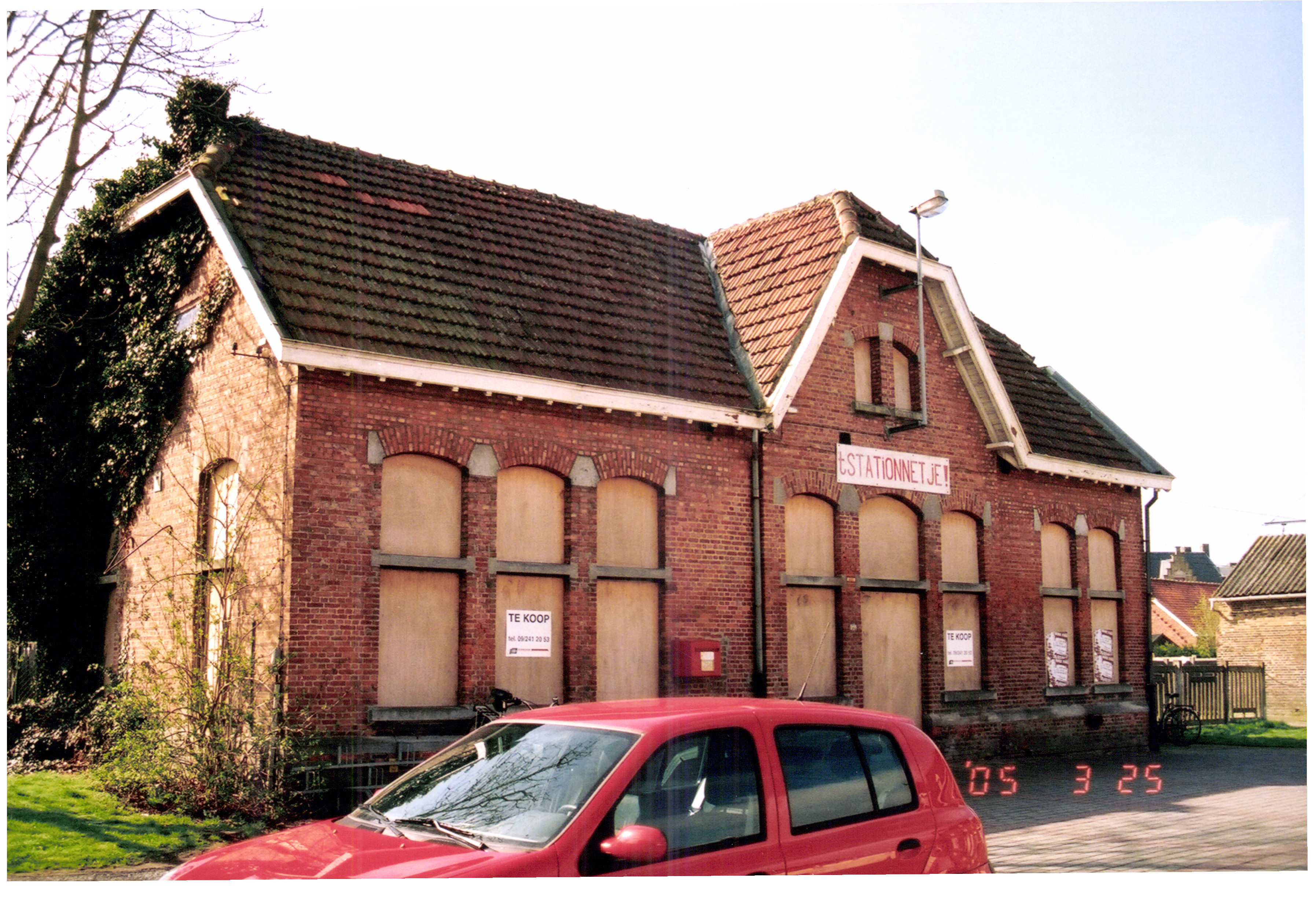
En 2005.
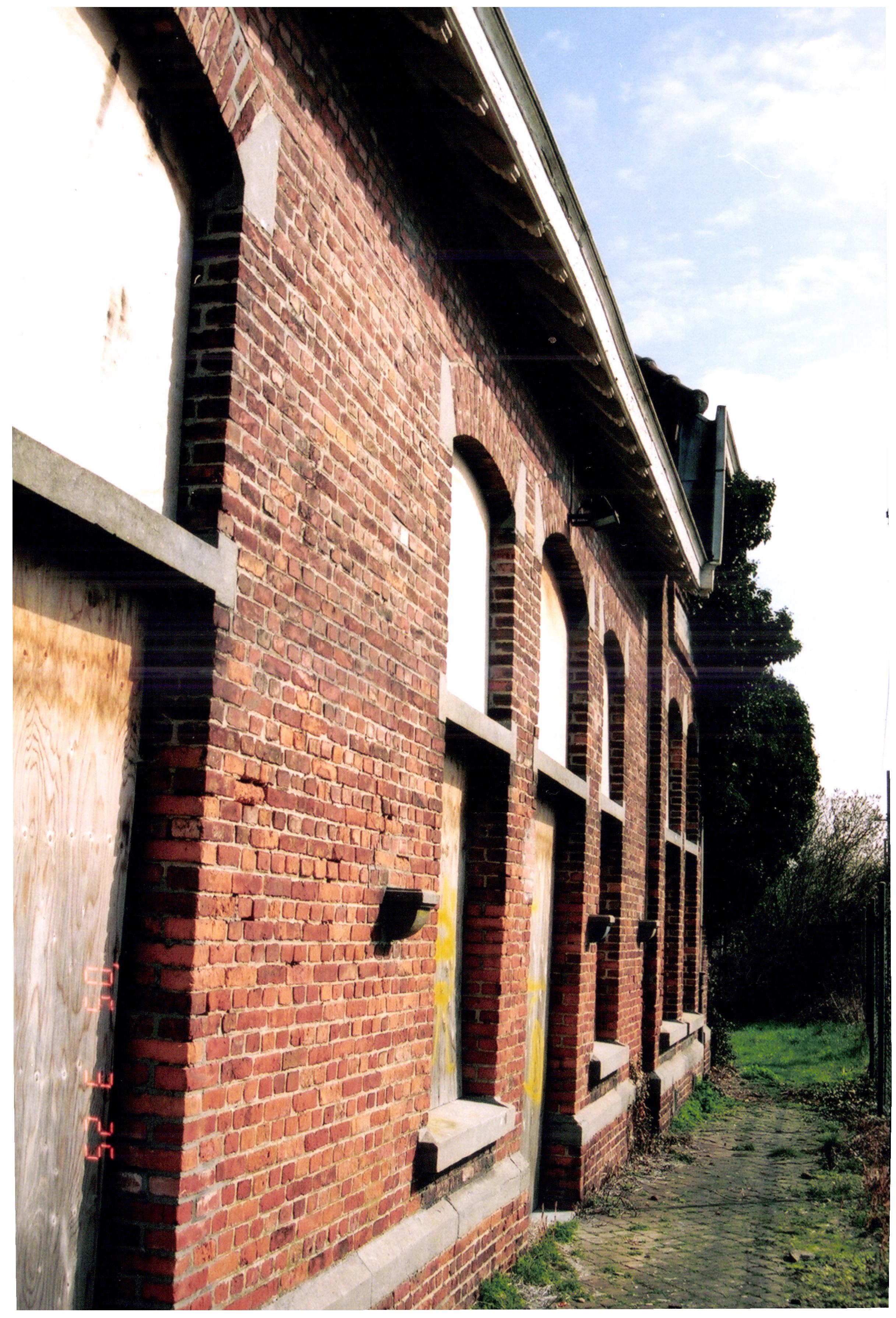